# Virieu-le-Petit
Virieu-le-Petit är en kommun i departementet Ain i regionen Auvergne-Rhône-Alpes i östra Frankrike. Kommunen ligger  i kantonen Champagne-en-Valromey som ligger i arrondissementet Belley. Kommunens areal är 16,36 km². År 2018 hade Virieu-le-Petit 292 invånare.

## Befolkningsutveckling
Antalet invånare i kommunen Virieu-le-Petit
Referens: INSEE